# Birdcage
Pour les articles homonymes, voir La Cage.
Pour plus de détails, voir Fiche technique et Distribution.
Birdcage ou La Cage de ma tante au Québec (The Birdcage) est un film américain réalisé par Mike Nichols, sorti en 1996.
Ce film est le remake de la comédie française La Cage aux folles réalisée par Édouard Molinaro.

## Synopsis
Armand dirige une boîte de travestis « The Birdcage » où Albert, son amant, est la star du spectacle. Quand Val, le fils d'Armand, lui annonce qu'il se marie, Armand et Albert doivent se faire passer pour un couple hétérosexuel aux yeux de la belle-famille.

## Fiche technique
- Titre : Birdcage
- Titre québécois : La Cage de ma tante
- Titre original : The Birdcage
- Réalisation : Mike Nichols
- Scénario : Elaine May d'après le scénario original de Jean Poiret, Francis Veber, Édouard Molinaro et Marcello Danon
- Décors : Bo Welch
- Photographie : Emmanuel Lubezki
- Montage : Arthur Schmidt
- Production : Marcello Danon, Neil A. Machlis et Mike Nichols
- Société de production : United Artists
- Pays d'origine :  États-Unis
- Langue originale : anglais
- Format : couleurs - 1,85:1 - DTS
- Genre : Comédie
- Durée : 117 minutes
- Date de sortie :
  - États-Unis : 8 mars 1996
  - France : 1er mai 1996

## Distribution
- Robin Williams (VF : Michel Papineschi) : Armand Goldman
- Gene Hackman (VF : Jacques Richard) : sénateur Kevin Keeley
- Nathan Lane (VF : Patrick Guillemin) : Albert Goldman
- Dianne Wiest : Louise Keeley
- Dan Futterman : Val Goldman
- Calista Flockhart (VF : Barbara Delsol) : Barbara Keeley
- Hank Azaria : Agador
- Christine Baranski (VF : Anne Rochant) : Katherine Archer
- Tom McGowan : Harry Radman
- Grant Heslov : photographe du National Enquirer
- Luca Tommassini : Celsius
- Tim Kelleher : garçon de restaurant
- Ann Cusack : femme de la télévision
- Barry Nolan : reporter TV